# CNN Brasil
CNN Brasil è un canale televisivo a pagamento brasiliano basato sui notiziari. Lanciata il 15 marzo 2020, la CNN Brasil è di proprietà di Novus Media, una joint-venture tra Douglas Tavolaro, ex capo della divisione notizie di RecordTV, e Rubens Menin, proprietario di MRV Engenharia. Novus Media ha un accordo di licenza con il canale CNN originale di proprietà di WarnerMedia di AT&T.
La sua sede è in Avenida Paulista, San Paolo, con uffici a Rio de Janeiro e Brasilia, oltre a uffici internazionali con quasi 400 giornalisti. In precedenza, nel 2017, il canale ha stretto una partnership con RedeTV! e Simba Content, formato da SBT e RecordTV, che non ha avuto successo.

## Storia
Nel 2017, c'è stato un accordo provvisorio per stabilire una partnership tra RedeTV! e Turner Broadcasting System per il lancio del canale, che entrerebbe anche nel pacchetto offerto dal programmatore Simba Content, formato da RedeTV!, RecordTV e SBT. Il settore della conformità del colosso statunitense ha considerato come problemi i collegamenti di RecordTV con la Chiesa universale del regno di Dio, impedendo così l'insediamento. La RedeTV! non ha dimostrato la capacità di investimento di apportare i contributi necessari all'operazione ai livelli richiesti dalla CNN.
Il 14 gennaio 2019, è stato annunciato che il CNNIC (CNN International Commercial) hanno firmato un accordo di licenza del marchio con l'imprenditore Rubens Menin, proprietario di aziende come MRV e Inter, e giornalista Douglas Tavolaro allora direttore notizie la RegistrazioneTV, che sarebbero i fondatori della nuova società che avrebbe portato in Brasile il funzionamento di ciò che è più grande canale di notizie del mondo e avviare l'assunzione di più di 500 persone.

## Giornalisti
- Caio Junqueira
- Carla Vilhena
- Carol Nogueira
- Daniel Adjuto
- Daniela Lima
- Elisa Veeck
- Evandro Cini
- Evaristo Costa
- Glória Vanique
- Luciana Barreto
- Marcela Rahal
- Márcio Gomes
- Mari Palma
- Monalisa Perrone
- Phelipe Siani
- Muriel Porfiro
- Rafael Colombo
- Taís Lopes
- William Waack